# Министерство внутренних дел Республики Сербской
Министерство внутренних дел Республики Сербской (серб. Министарство унутрашњих послова Републике Српске, босн. и хорв. Ministarstvo unutrašnjih poslova Republike Srpske) — одно из министерств Правительства Республики Сербской, энтитета Боснии и Герцеговины. Образовано в 1992 году, занимается внутренними делами республики (в основном вопросами внутренней безопасности, борьбы против преступников и террористов). Исполнительным органом министерства является Полиция Республики Сербской.

## История
Министерство внутренних дел было образовано 4 апреля 1992 года.
Сотрудники Министерства внутренних дел участвовали в войне в Боснии и Герцеговине на стороне боснийских сербов. Согласно заявлению министра внутренних дел Драгана Лукача от 2015 года, за годы войны 782 сотрудника МВД погибло при исполнении обязанностей.
День Крёстной Славы МВД Республики Сербской — 21 ноября, Собор архистратига Михаила (архангел Михаил считается покровителем сотрудников министерства).
МВД Республики Сербской сотрудничает с МВД РФ по вопросам борьбы против терроризма и преступности.

## Структура
Во главе МВД стоит министр, которому подчиняются:
- Республиканское управление гражданской обороны
- Директор МВД
  - Управление полиции
  - Управление уголовной полиции
- Служба министра
- Управление аналитики, информации и коммуникаций
- Управление юридических и кадровых вопросов
- Управление материально-финансовых и имущественных вопросов
- Управление полицейского образования
- Специальная антитеррористическая группа[серб.]
- Центры общественной безопасности (в ведении министра и директора)

## Деятельность
Обязанности МВД РС в сфере безопасности:
- оперативно-профессиональные задачи по защите жизни, обеспечении личной безопасности, защите прав и свобод человека, защите конституционного строя от угроз и насилия, обеспечению безопасности Республики в соответствии с законом;
- защита всех форм собственности;
- предотвращение преступлений, раскрытие совершённых преступлений; розыск, задержание и передача правосудию преступников;
- поддержание общественного порядка и мира;
- охрана отдельных лиц и объектов;
- обеспечение проведения общественных собраний, митингов, культурных и спортивных мероприятий и других разрешённых массовых собраний граждан;
- безопасность и управление дорожным движением, задачи безопасности на участках дорожного движения, помощь при устранении последствий, которые угрожают безопасности людей или имуществу в более широком масштабе; содействие и помощь другим органам власти, гражданская оборона; задачи противопожарной защиты, превентивной технической защиты, перевозки, использования и хранения опасных веществ.

Другие предметы деятельности МВД РС:
- организационно-правовые вопросы;
- аналитическо-информационные, деловые коммуникации и связи;
- материально-финансовые и имущественные вопросы;
- обучение и профессиональная подготовка;
- контроль приобретения, хранения и ношения оружия и боеприпасов;
- уникальный идентификационный номер;
- адреса прописки и фактического проживания, проездные документы;
- удостоверения личности;
- водительские удостоверения, регистрация автомобилей и электромобилей

## Глава
Во главе стоит министр внутренних дел, с 21 декабря 2022 года эту должность занимает Синиша Каран.